# Рычково (Свердловская область)
Рычково — село в Алапаевском районе Свердловской области России. Входит в муниципальное образование Алапаевское, является частью Бубчиковского территориального управления.

## Географическое положение
Рычково расположено в 35 километрах (по автодороге в 39 километрах) на север от города Алапаевска, на правом берегу реки Мугай (правый приток реки Тагил). В селе находится одноимённая станция Свердловской железной дороги.

## Николаевская церковь
В 1899 году в селе была построена каменная церковь, которая была освящена во имя Святого Николая, архиепископа Мирликийского. Церковь была закрыта в 1930 году. В советские годы в здании размещался клуб. В настоящее время церковь практически отреставрирована, проводятся богослужения. Вне служб доступа в храм нет.

## Население
| 2002 | 2010 |
| ---- | ---- |
| 109  | ↘72  |